# Zusidava
Zusidava és un gènere de papallones nocturnes de la subfamília Drepaninae.

## Taxonomia
- Zusidava serratilinea (Wileman, 1917)
- Zusidava sinuosa (Moore, 1888)
- Zusidava tortricaria Walker, [1863]